# Venceslau Pereira de Lima

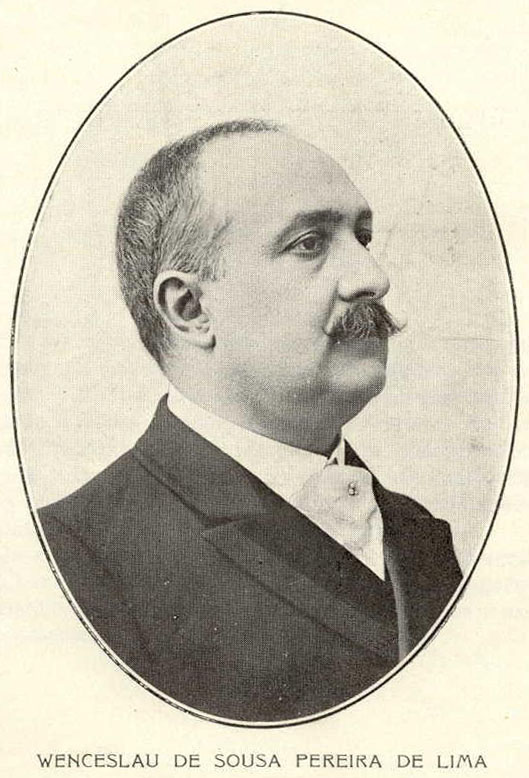
Venceslau Pereira de Lima.

Venceslau de Sousa Pereira de Lima (Porto, 15 november 1858 - Lissabon, 24 december 1919) was een Portugees geoloog, paleontoloog, wijnbouwer en politicus. Hij was ten tijde van de monarchie onder andere eerste minister van Portugal.

## Levensloop
Geboren in een welvarende familie uit Porto, werd Venceslau Pereira de Lima algauw naar het buitenland gestuurd om zijn secundaire studies voor te bereiden. Nadat hij deze studies voltooid had keerde hij terug naar Portugal met professionele training gefocust op natuurlijke wetenschappen. Vervolgens ging hij filosofie studeren aan de Universiteit van Coimbra en vervolledigde deze studie met onderscheiding. Op 26 november 1882 promoveerde hij tot doctor in de filosofie.
In 1883 werd hij professor aan de Polytechnische Academie van Porto en zou dit de volgende dertig jaar blijven. Hij onderwees onder andere geologie. Hij onderbrak zijn functie van professor tijdens zijn politieke activiteiten. Tijdens zijn academische carrière was hij ook actief als paleontoloog.
In 1886 werd hij genomineerd als ingenieur voor de Afdeling van de Geologische Werken. In 1908 werd hij eveneens voorzitter van de Commissie van Geologisch Onderzoek (Comissão dos Serviços Geológicos) van Portugal. Wegens zijn wetenschappelijk werk werd hij gekozen als lid van de Wetenschappelijke Academie van Lissabon en van het Instituut van Coimbra.
Inmiddels was Venceslau Pereira de Lima lid geworden van de Regeneratiepartij en werd voor deze partij burgerlijk gouverneur van Vila Real, Coimbra en Porto. Ook werd hij verkozen als parlementslid, waar hij zich voornamelijk bezighield met openbaar onderwijs. Hij pleitte onder meer voor de hervorming van de Portugese Hoge Raad voor Openbaar Onderwijs (Conselho Superior de Instrução Pública), waar hij lid van was.
Toen in 1903 Ernesto Hintze Ribeiro benoemd werd tot premier, vroeg die aan Venceslau Pereira de Lima om minister van Buitenlandse Zaken te worden. Hij aanvaardde deze functie en probeerde de troebele relatie tussen Portugal en het Verenigd Koninkrijk te verbeteren. Ook ondertekende hij een commercieel verdrag met Duitsland. Nadat José de Luciano de Castro in 1905 de nieuwe premier werd, eindigde zijn ministerschap.
Van 14 mei tot en met 22 december 1909, toen de Portugese monarchie bijna ten einde was, was hij premier van Portugal en tegelijkertijd minister voor het Koninkrijk.
Tijdens zijn lange politieke loopbaan was hij ook lid van de Staatsraad, burgemeester van Porto en directeur van de Medisch-Chirurgische School van Porto. Hij was ook ondervoorzitter van de uitvoerende commissie van het Nationaal Instituut voor Assistentie van Consumenten(Instituto de Assistência Nacional aos Tuberculosos) en lid van de Arbeidscommissie van Porto (Patronato Portuense).
Venceslau Pereira de Lima was ook wijnbouwer en op zijn wijngronden gebruikte hij technische middelen die tamelijk nieuw waren in de Portugese wijnbouw. Ook was hij voorzitter van de commissie Anti-Druifluis van het Noorden en hij hielp om technische oplossingen te ontwikkelen tegen de vernietiging van wijngaarden door parasieten.
Toen in 1910 de Eerste Portugese Republiek werd uitgeroepen, weigerde hij als monarchist om voor de nieuwe regering te werken. Hij nam ontslag uit al zijn openbare functies, waarna hij zich tot aan zijn dood enkel nog bezighield met wetenschappelijk onderzoek.

## Onderscheidingen
- Portugal: Orde van de Toren en het Zwaard
- Portugal: Orde van Sint Jacob van het Zwaard
- Portugal: Orde van Christus
- Portugal: Orde van Onze Lieve Vrouwe van Villa Viçosa
- Frankrijk: Legioen van Eer
- Spanje: Orde van Karel III
- Spanje: Orde van Isabella de Katholieke
- Italië: Orde van Sint-Mauritius en Sint-Lazarus
- Verenigd Koninkrijk: Koninklijke Orde van Victoria
- België: Leopoldsorde

- Gemeinsame Normdatei: 1089133227
- International Standard Name Identifier: 0000 0000 6665 7487
- Library of Congress Control Number: n89610765
- Système universitaire de documentation: 144825953
- Virtual International Authority File: 17587517
- WorldCat: E39PBJf8yBqt6HKTW6bFcTttKd